# (8541) Schalkenmehren
(8541) Schalkenmehren ist ein Asteroid des Hauptgürtels, der am 9. Oktober 1993 vom belgischen Astronomen Eric Walter Elst am La-Silla-Observatorium der Europäischen Südsternwarte (IAU-Code 809) entdeckt wurde.
Der Asteroid wurde nach der Ortsgemeinde Schalkenmehren in der Vulkaneifel benannt, von der aus eine kleine Straße zum Observatorium Hoher List auf dem gleichnamigen Berg führt.